# Пет космичких усмерења
Пет космичких усмерења (кинески: 五行; пинјин: wǔxíng), такође познатих под називом Пет елемената, Пет праваца кретања или Пет еволутивних фаза, јесу петострука концептуална схема коју користе многе традиционалне кинеске науке да би објасниле широки спектар феномена, од космичких циклуса до интеракције између унутрашњих органа, и од смењивања политичких режима до својстава до особина лековитих биљака. "Пет елемената" су: ватра (火 хуо), вода (水 шуеи), дрво (木 му), метал (金 ђин) и земља (土 ту).
Систем пет фаза коришћен је за описивање интеракција и односа између феномена. У другом и првом веку пре нове ере током династије Хан, овај систем је био коришћен у многим областима ране кинеске мисли, укључујући наизглед различита поља попут фенг шуија или астрологије, традиционалне кинеске медицине, музике, војне стратегије, и борилачких вештина. Систем се и даље користи као референца у неким облицима комплементарне и алтернативне медицине и борилачких вештина.

## Назив
Пет космичких усмерења је назив који је узет за превод кинеског "Wǔ zhǒng liúxíng zhī qì" (五種流行之氣), скраћено ''ву синг'' 五行. 
Ву јесте број пет, док Синг има вишеструка значења. Изворно представља пиктографску слику раскрснице путева без видљивих препрека. Њима се све креће, они се ''укрштају и преливају'' један у други, и то се збива по природи самих ствари. Њихове особине су потекле из самог устројства ''путева Васељене''. Због овога је боље за синг узети као за превод: правци усмерења, кретање, преплитање путева Васељене, итд. Као продужена или пренесена значења, за синг се помињу и значења: закони, путеви, пролази, начини, форме, кретања и промене. 
Стога је израз ву синг најмање ”пет елемената”, а много више ”елементарни закони кретања и промене пет почела-твари Васељене” ; ”пет путева Васељене којима мора да прође све ако жели да доспе у тачку упризорења”; '''пет путева Васељене који се у одређеној тачки укрштају и којима нужно пролазе сва жива бића”, итд.
Неки од Мавангдуи записа на свили (не касније од 168. г.п.н.е.) такође представљају ву синг као ''пет врлина'' или врсте активности. У оквиру текстова кинеске медицине, ву синг се такође назива и ву јун (五運 wǔ yùn) или се користи комбинација два карактера (Wu Xing-Yun), чиме се указује на повезаност са пет ”годишњих доба” (четири годишња доба плус једно).

## Историја
Највероватније се у династији Шанг (Shang,1800-1100. п.н.е.) зачела слика о Пет космичких усмерења. У спису Књига историје Шанга стоји:
Вода и ватра су нужни у исхрани људи; метале и дрво народ свакодневно користи; земља је мајка свих ствари, она све прехрањује и одржава; све је то дато људима на употребу.
У конфуцијански обојеном спису Цуоџуан (Zuozhuan) стоје следеће речи:
Небо (Васељена, природа) је родило пет твари; људи их морају употребити (да би живели); уколико само један од њих недостаје, немогуће је установити било какво постојање.
У спису Гуоју (Guo yu) помиње се да Небо има ”шест ћија'' (јин, јанг, ветар, киша, тамно, светло), а да Земља располаже са ''пет усмерења'' (метал, дрво, вода, ватра и земља).
Већ у периоду Пролећа и Јесени (8. в.п.н.е.) се говори о развијеној теорији веза микро и макро света по оси Пет комичких усмерења. А у периоду Зараћених држава (475- 221. г.п.н.е.) долази до преплитања и спајања учења о јин-јангу, Пет космичких усмерења и ћију. Као главни заговорник овог правца мишљења помиње се извесни Цоу Јен.

#### Смене династија
У то време је било уобичајено да се и историјско кретање објашњава односима Пет космичких усмерења. Тако се за династију Сја (Xia) везивала природа и ”сила дрвета”; за династију Шанг природа и ”сила метала”; док је династија Џоу (Zhou) имала природу и ''силу ватре''. Ценило се, у складу са устаљеним токовима Васељене, да ће династија која буде дошла после Џоу имати природу и ''силу воде''. На тај начин се смена динстаија и историјских периода бидела као космички ток чије се мене збивају по ''сценарију Небеског налога'' (tian ming), који далеко надилази и саму снагу и вољу богова.
Према политичком филозофу из периода Зараћених држава Цоу Јен-у (Zou Yan 鄒衍), сваки од пет елемената поседује персонификовану врлину (de 德), која указује на предодређену судбину (yun 運) династије. Такође, циклична сукцесија елемената представља смену династија. Цоу Јен тврди да Мандат неба потврђује легитимитет династије слањем само-манифестујућих знакова у ритуалним бојама (жута, плава, бела, црвена и црна) које одговарају елементу нове династије (земља, дрво, метал, ватра и вода). 
Од династије Ћин (Qin) па надаље, већина кинеских династија позива се на теорију пет елемената да би легитимизовале своју владавину.

### Карактеристике
Дрво укључује у себе цео биљни свет; његова особина јесте да рађа, расте, развија се стремећи ка горе и ка споља; потребно је пуно светлости сунца и захтева одговарајуће природне услове за свој раст. Враћа се извору. Има изузетно велику виталну снагу и, ако се испуне сви потребни услови за његов развој, дуго траје.
Ватра при сагоревању одашиље топлоту и сјај; по природи стреми ка горе. Есенцијална је за кретање ваздуха и природу воде.
Земља мајчински прима сва бића у своје окриље; све се из њене ”утробе” рађа. У себи носи неопходне есенцијалне елементе за раст и развој свих живих бића. По природи саме ствари утиче на бројне промене.
Метали лако подлежу манипулацији, мењању облика и трансформацији. Хладни су. Најпре су откривени калај и бронза, из тог разлога сви метали су понели као ''своју боју'' бело.
Вода је у течном стању и иде ка доле. Она по својој природи влажи и ''поји'' сва бића. Иде ка хладним местима и има моћ да угаси ватру.

## Фазе
Пет фаза трају по отприлике 72 дана и обично се користе да опишу стање у природи:
- Дрво / пролеће: период раста, који ствара богато дрво и виталност
- Ватра / лето: период бујања, цветања, пун ватре и енергије
- Земља: време између прелазних сезонских периода или одвојена сезона позната под називом Касно лето или Дуго лето
- Метал / јесен: период жетве и сакупљања
- Вода / зима: период повлачења где преовладава мировање и складиштење

### Принцип међусобног рађања(相生xiāngshēng)
Дрво рађа (храни, подпаљује) ватру
Ватра (из лаве) рађа земљу
Земља рађа метал
Метал рађа (кондензује) воду
Вода рађа (залива) дрво
Ови односи подстицања-рађања се често у кинеском тумачењу Пет космичких усмерења описују односом мајка ( mu-母 )-дете ( zi-子 ).

### Принцип међусобног гашења(相克xiāngkè)
Дрво спутава земљу
Земља спутава воду
Вода спутава ватру
Ватра спутава метал
Метал спутава дрво